# Щеглов Іван Володимирович
Іва́н Володи́мирович Щегло́в (фр. Ivan Chtcheglov) (16 січня 1933, Париж — 21 квітня 1998, Брі-сюр-Марн) — французький поет, політичний теоретик, активіст українського походження.
Автор відомий, перш за все, своєю теоретичною працею «Формуляр нового урбанізму», (Formulary for a New Urbanism) створеною під псевдонімом Gilles Ivain. Дана робота вважається одним із ключових текстів психогеографії, що також відіграв важливу роль на формування летристського інтернаціоналу (ЛІ). Рукопис був написаний у період між серпнем та вереснем 1953 року, і певний час поширювався виключно в колах учасників летристського руху. В 1958 році рукопис був опублікований в журналі International Situationniste №1 заснованого Гі Дебором.

## Біографія
Іван народився в родині українського революціонера Володимира Щеглова та француженки Люсьєн Леруа (фр. Lucienne Leroy). Дитинство провів у сільській місцевості зростаючи у великому приватному маєтку в Буссі́-Сент-Антуа́н (фр. Boussy-Saint-Antoine), регіон Іль-де-Франс, департамент Ессонн. Початкову освіту здобув навчаючись у приватних викладачів. У віці 10 років родина Щеглових переїздить до Парижу де оселяється за адресою (Paris, au 12 rue de Civry, dans le XVI arrondissement), де Іван продовжує займатися з приватними викладачами та відвідувати школу.  

## Діяльність
У 1959 році Іван Щеглов разом зі своїм товаришем Генрі де Беарн (фр. Henry de Béarn) планували підірвати Ейфелеву вежу за допомогою динаміту. Причиною, що спонукала їх до цього, вони пояснювали таким чином: «світло котре випромінювала вежа потрапляло в нашу кімнату на горищі і не давало спокійно спати вночі». Їх заарештували по дорозі до вежі, коли вони зупинилися біля більярдного бару на вулиці Rue Mouffetard з рюкзаками, наповненими динамітом, який вони вкрали з сусіднього будівельного майданчика. Щеглов розповідав усім навколо про свій план, і хоча загалом це не сприймалось оточенням серйозно, його дружина наполягла на тому, щоб Івана помістили в психіатричну лікарню після арешту, де він з рештою провів наступні п'ять років.